# Orange City, Iowa
Orange City là một thành phố thuộc quận Sioux, tiểu bang Iowa, Hoa Kỳ. Năm 2010, dân số của thành phố này là 6004 người.

## Dân số
Dân số qua các năm:
- Năm 2000: 5582 người.
- Năm 2010: 6004 người.